# Daniel Boulpiquante
Pas d'image ? Cliquez ici

a Compétitions nationales et continentales officielles uniquement.

Daniel Boulpiquante, né le 23 juillet 1950 à Figeac et mort le 26 mars 2017 à Cambo-les-Bains, est un joueur français de rugby à XV évoluant au poste de troisième ligne aile.

## Biographie
Il est finaliste du championnat de France en 1972 avec le CA Brive. Il lui est arrivé de jouer 3/4 et d’être buteur aussi.
Après sa carrière d’entraineur il a été délégué sportif.